# أهرامات النوبة

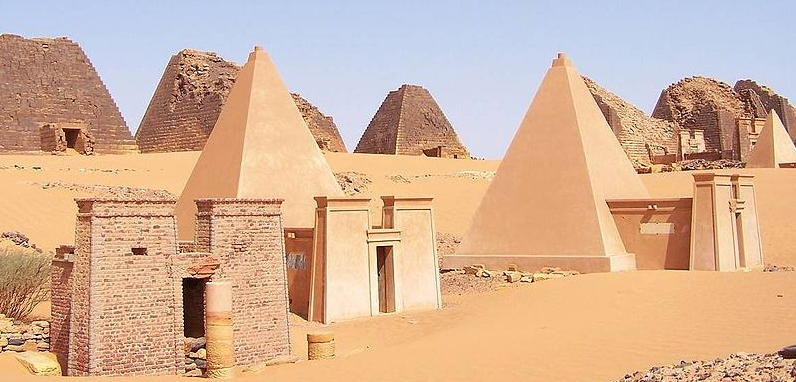
أهرامات النوبة

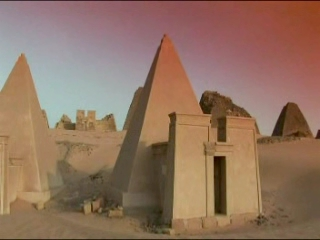
أهرامات النوبة

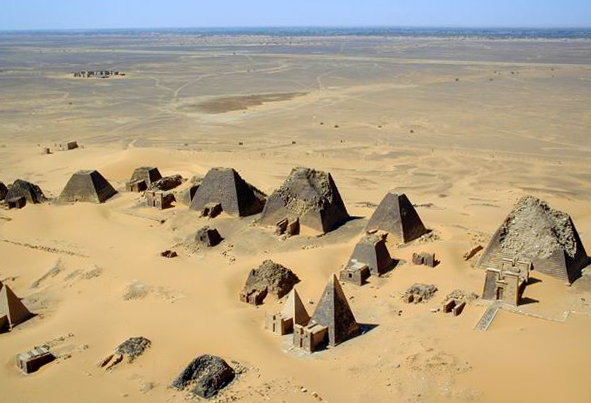
أهرامات النوبة

الأهرامات النوبية هي أهرامات بناها حكام الممالك الكوشية القديمة. كانت منطقة وادي النيل المعروفة باسم النوبة، والتي تقع في شمال السودان الحالي، موطنًا لثلاث ممالك كوشية خلال العصور القديمة. كانت الأولى عاصمتها في كرمة (2500-1500 قبل الميلاد). تمركز الثانية في نبتة (1000-300 قبل الميلاد). بينما تمحورت آخر مملكة حول مروي (300 قبل الميلاد - 300 بعد الميلاد). وهي مبنية من الجرانيت والحجر الرملي. وقد تم تدمير الأهرامات جزئيًا بواسطة صياد الكنوز الإيطالي جوزيبي فيرليني في ثلاثينيات القرن التاسع عشر. بنى الملوك النوبيون أهراماتهم بعد نحو ألف سنة من تغير طرق الدفن المصرية. في النوبة، تم بناء الأهرامات لأول مرة في الكرو في 751 قبل الميلاد. تحاكي الأهرام النوبية شكلًا من أهرام النخبة المصرية التي كانت شائعة خلال عصر المملكة الحديثة. ويمثل عدد الأهرامات النوبية التي لا تزال باقية حتى الآن نحو ضعف الأهرامات المصرية الباقية. الأهرام النوبية معترف بها كموقع للتراث العالمي لليونسكو.
تتألف أهرامات النوبة من حوالي 220 هرما بُنيت في ثلاث مناطق من النوبة كأضرحة لملوك وملكات نبتة ومروي الذين حكموا مملكة كوش. أول الأهرام بنيت في منطقة الكرو، وتشتمل على أضرحة الملك كاشتا وابنه بيا أو بعنخي، ومعها أضرحة لاحقيه شباكا وتنوت أماني، وأهرام 14 ملكة.
أهرام نبتة لاحقا بنيت في نوري، على الضفة الغربية لنهر النيل في النوبة العليا. هذه المقبرة ضمت قبور لملك و52 ملكة وأميرة. أقدم وأكبر أهرام نوري يعود للملك النبتي وفرعون الأسرة الخامسة والعشرين، طهارقة.
أكثف مواقع بناء الأهرام النوبية هو مروي، الواقعة بين الشلال الخامس والسادس لنهر النيل، على مسافة حوالي 200 كم شمال الخرطوم ضمن حدود السودان. وخلال الفترة المرويّة دفن أكثر من أربعين ملك وملكة هناك.

## الوصف
تم بناء الهرم النوبي الأول حوالي سنة 700 قبل الميلاد، بعد سنين طويلة من بناء أهرامات الجيزة المصرية. تختلف أحجام وأبعاد أهرام النوبة بشكل ملحوظ عن الأهرامات المصرية، فهي أصغر كثيرا ويعتقد أنها بنيت بتصاميم المباني النوبية القديمة، حيث بنيت بمدرجات لحجارة وضعت بشكل أفقي، ويتراوح ارتفاعاتها بين 6 إلى 30 متر. وهي ترتفع من قاعدة صغيرة نسبية نادرا ما تزيد عن الثمانية أمتار عرضا. مكونة بذلك أهراما طويلة تنحدر بزاوية 70 درجة تقريبا. لمعظمها مذابح مستوحاة من المصريين عند قواعدها. وعند المقارنة فإن الأهرام المصرية بذات الارتفاع لديها قاعدة تزيد بخمسة أمتار على الأقل، وتنحدر بزوايا تتراوح بين أربعين وخمسين درجة.
النقوش المحفوظة على جدران معابد الأضرحة تكشف أن نزلاء هذه المقابر كانت مومياءات محنطة، مغطاة بالجواهر وموضوعة في توابيت مومياء خشبية. ولدى استكشافهم من قبل علماء الآثار في القرنين التاسع عشر والقرن العشرين، وجد في بعض الأهرام أقواس وأرياش سهام، خواتم إبهام رماة، ألجمة أحصنة، صناديق خشبية وأثاث، فخاريات وآنية من زجاج ملون ومعدن. والعديد من المصنوعات اليدوية الأخرى تشهد بتجارة نشطة بين المرويين ومصر والعالم الإغريقي (الهلنستي).

## معرض الصور

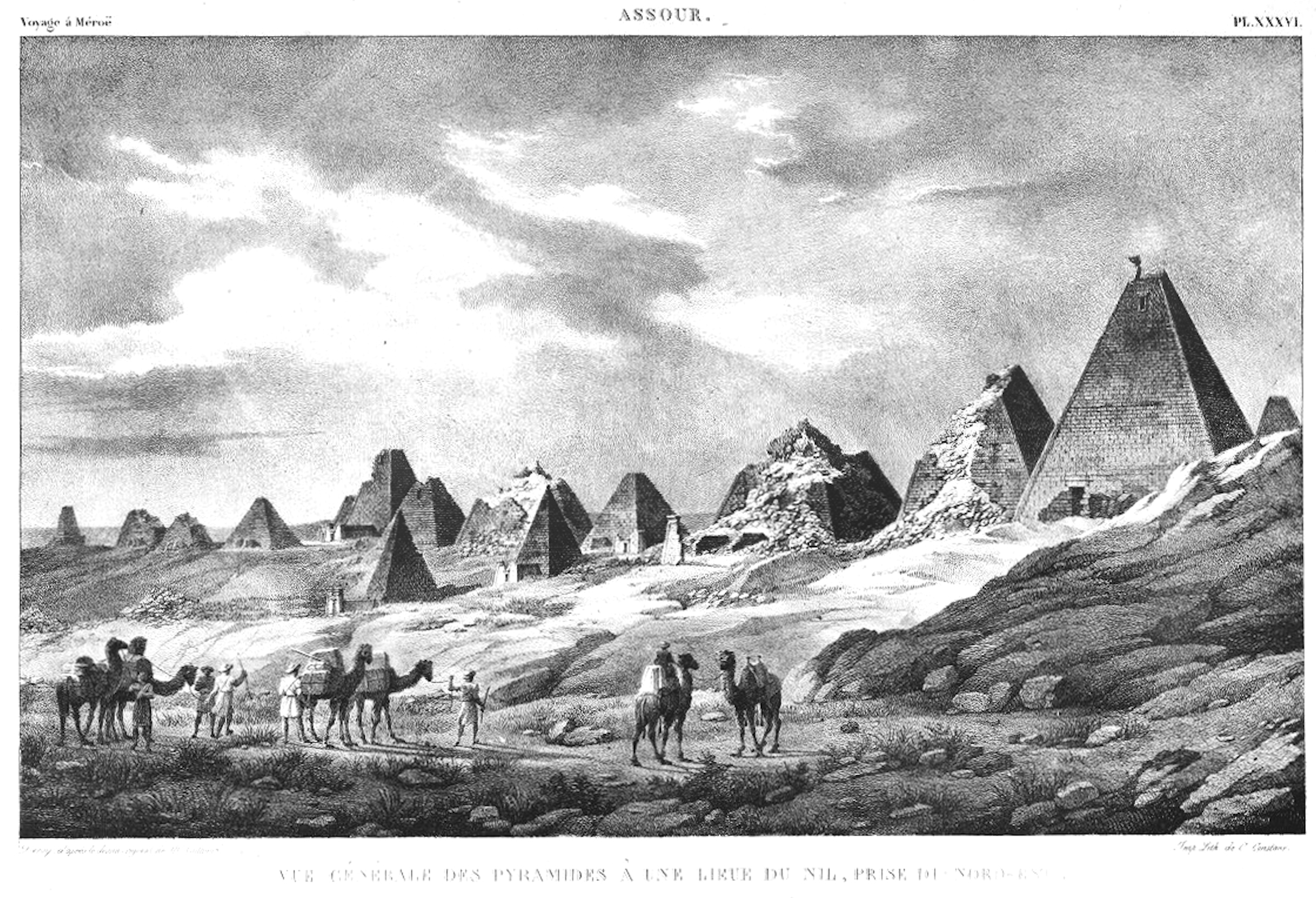
أهرامات النوبة في مروي عام 1821.
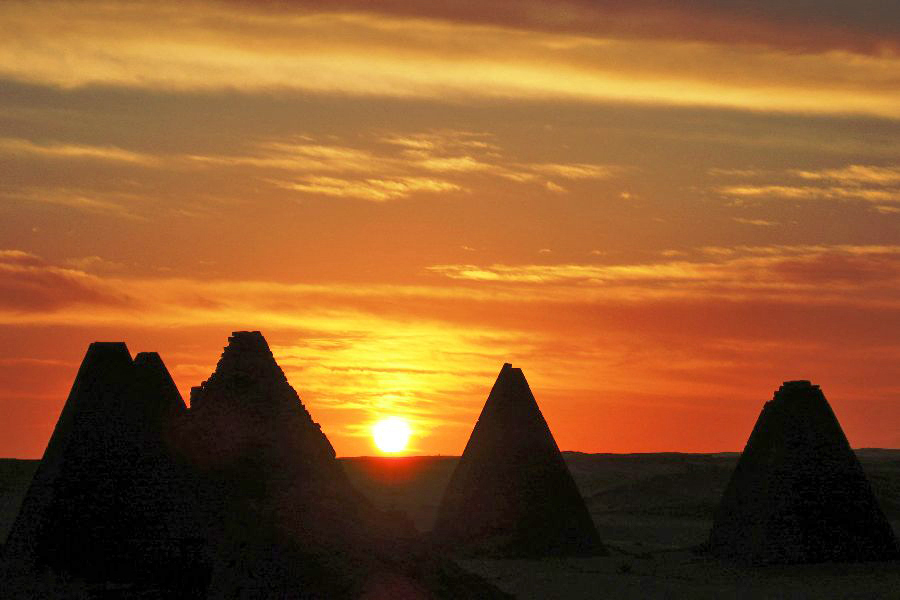
معرض الصور الفوتوغرافية "دليل المسافر إلى السودان"، (2014)
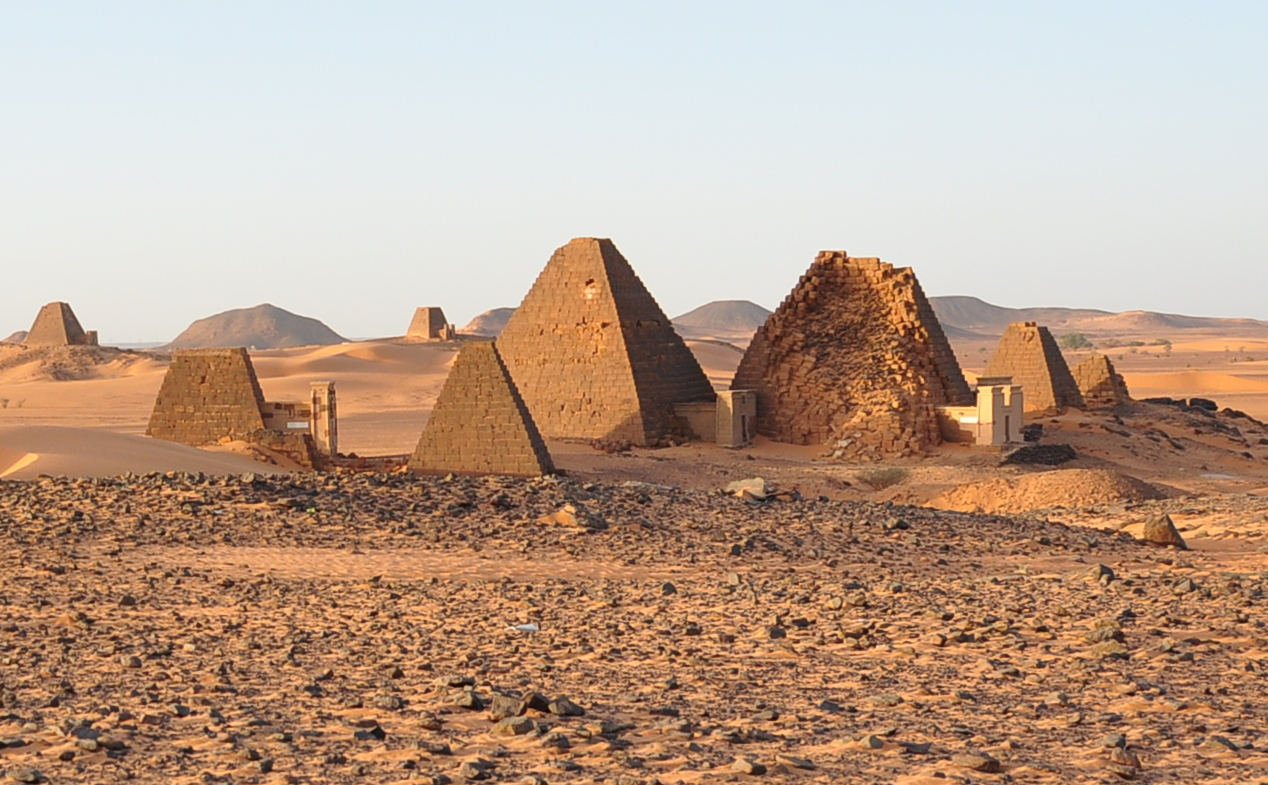
أهرامات النوبة
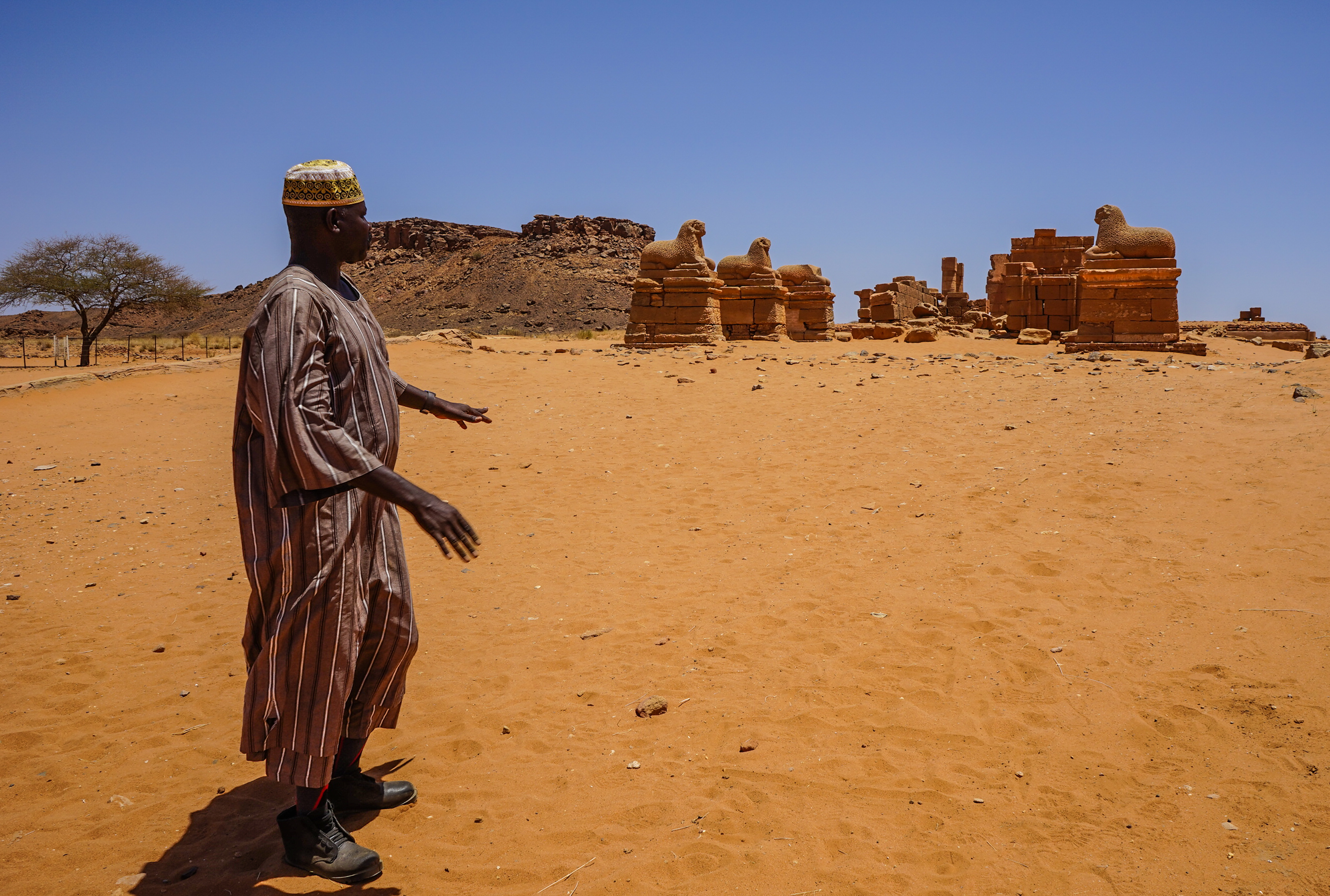
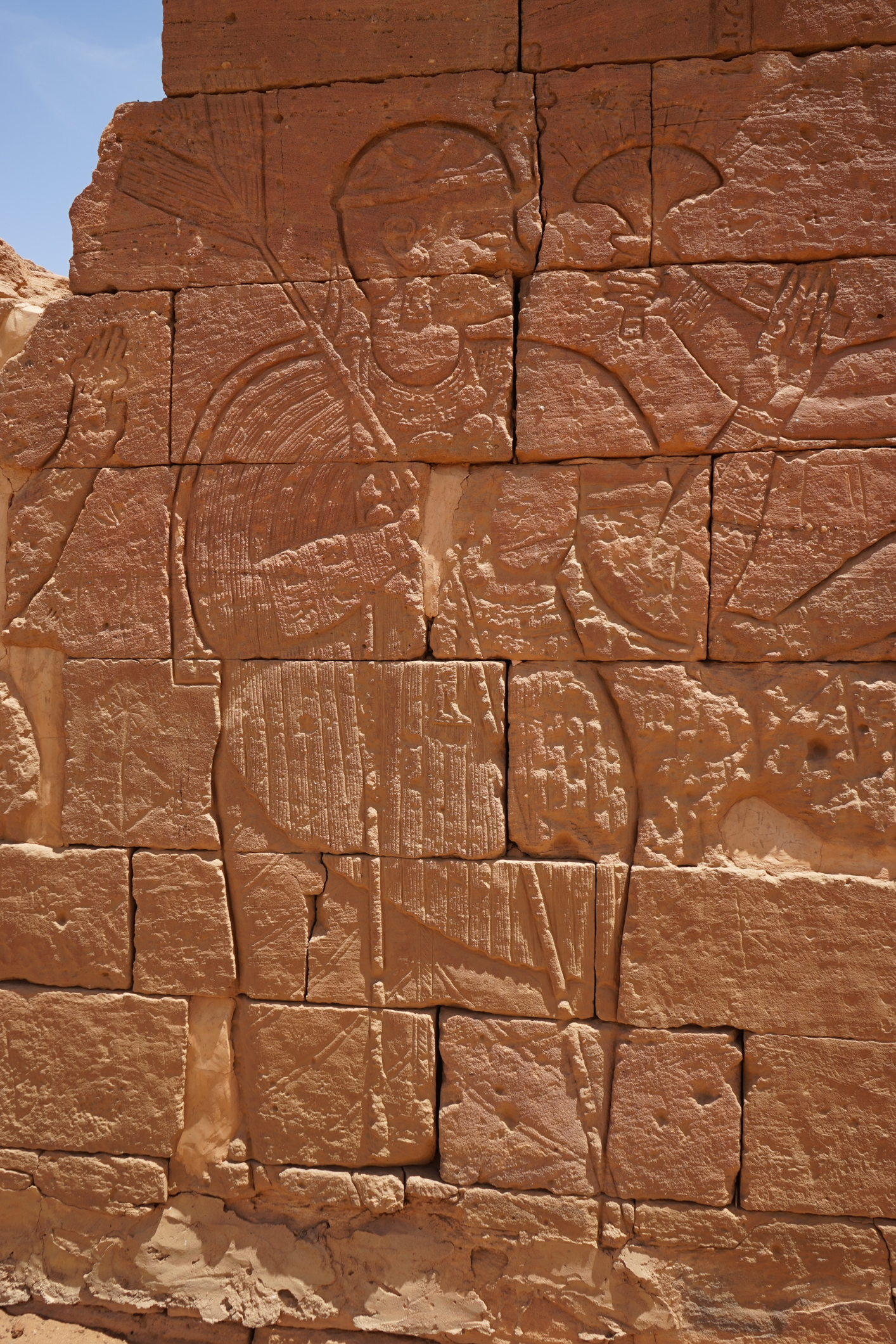
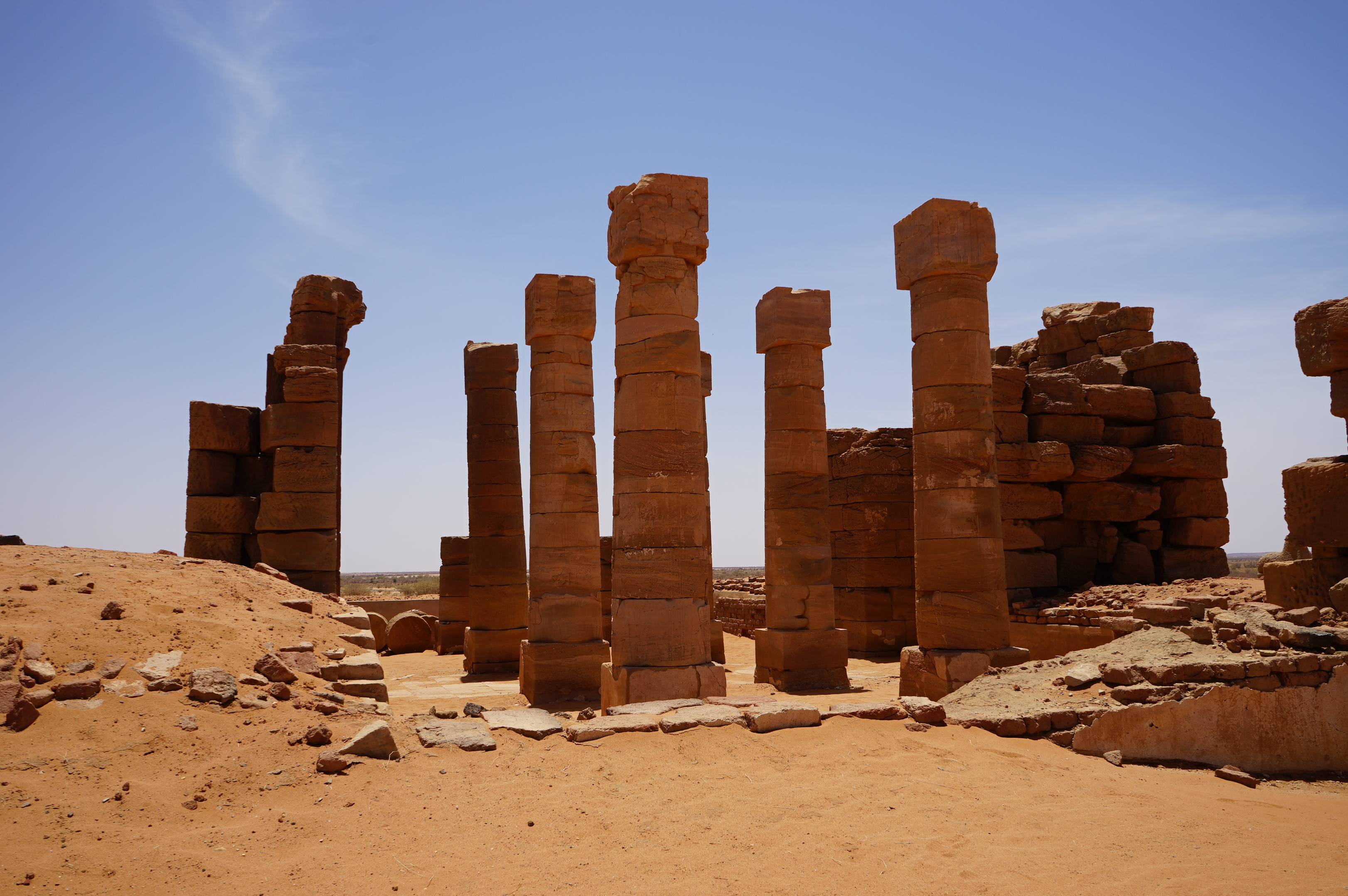
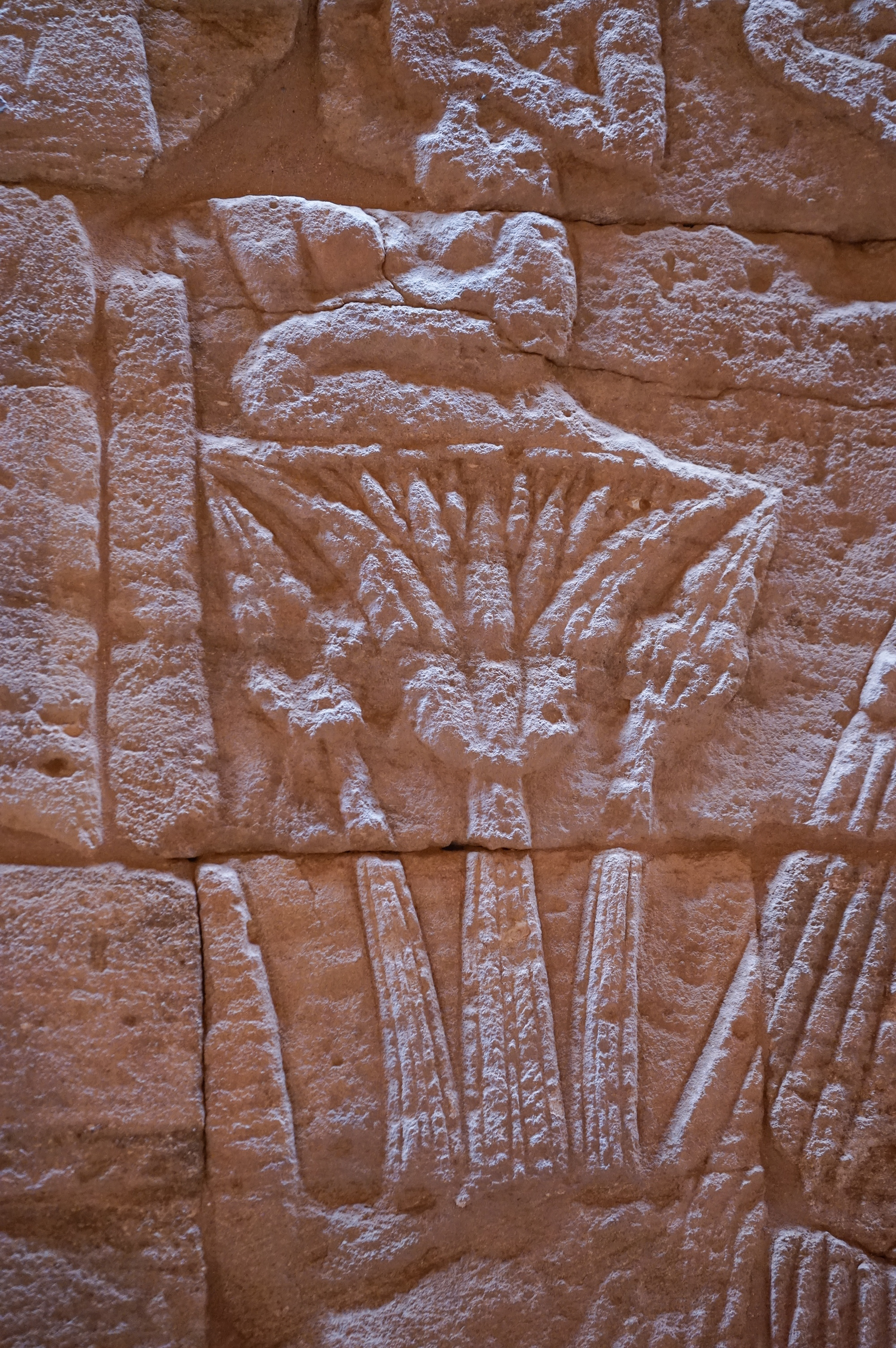
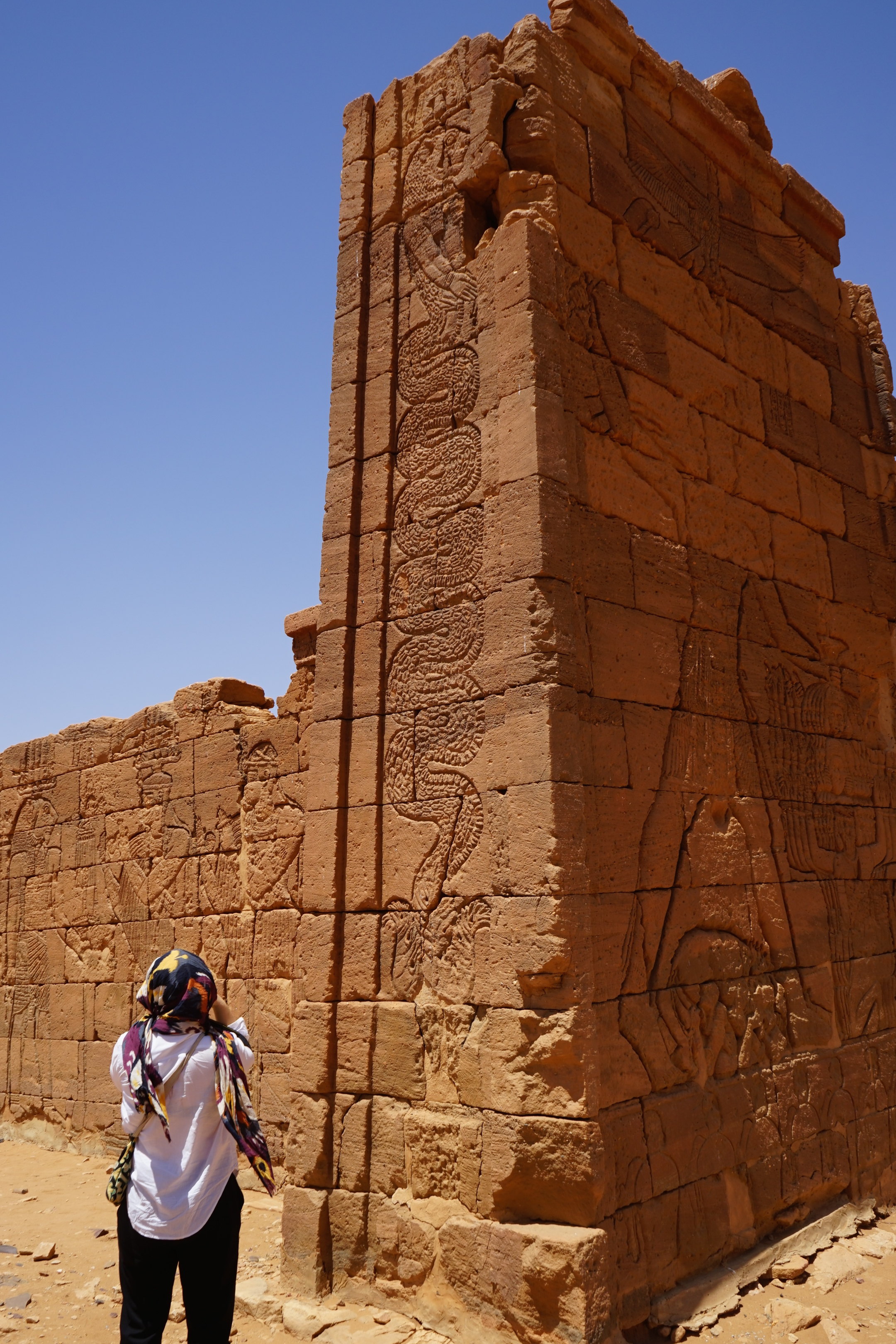
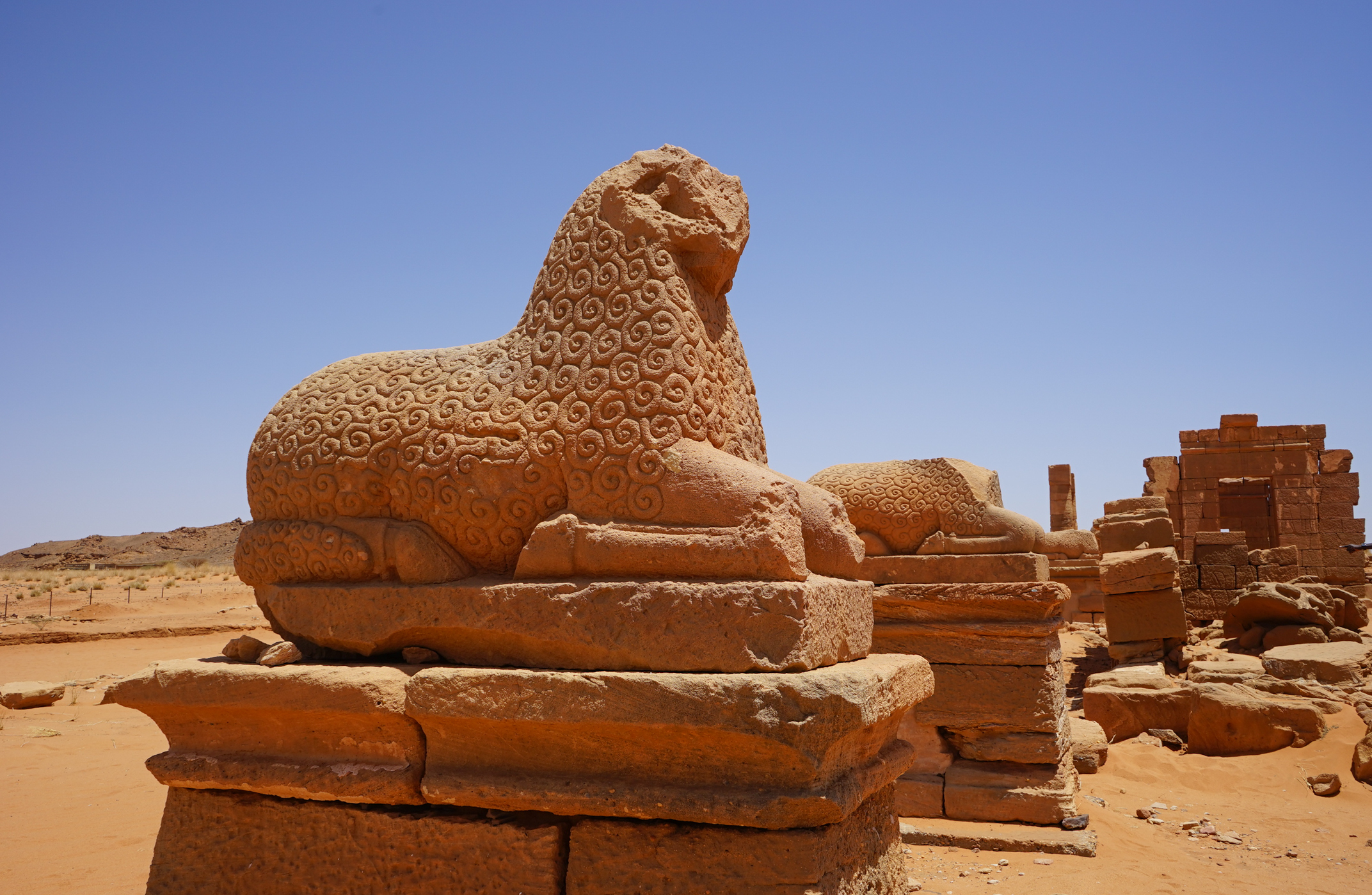
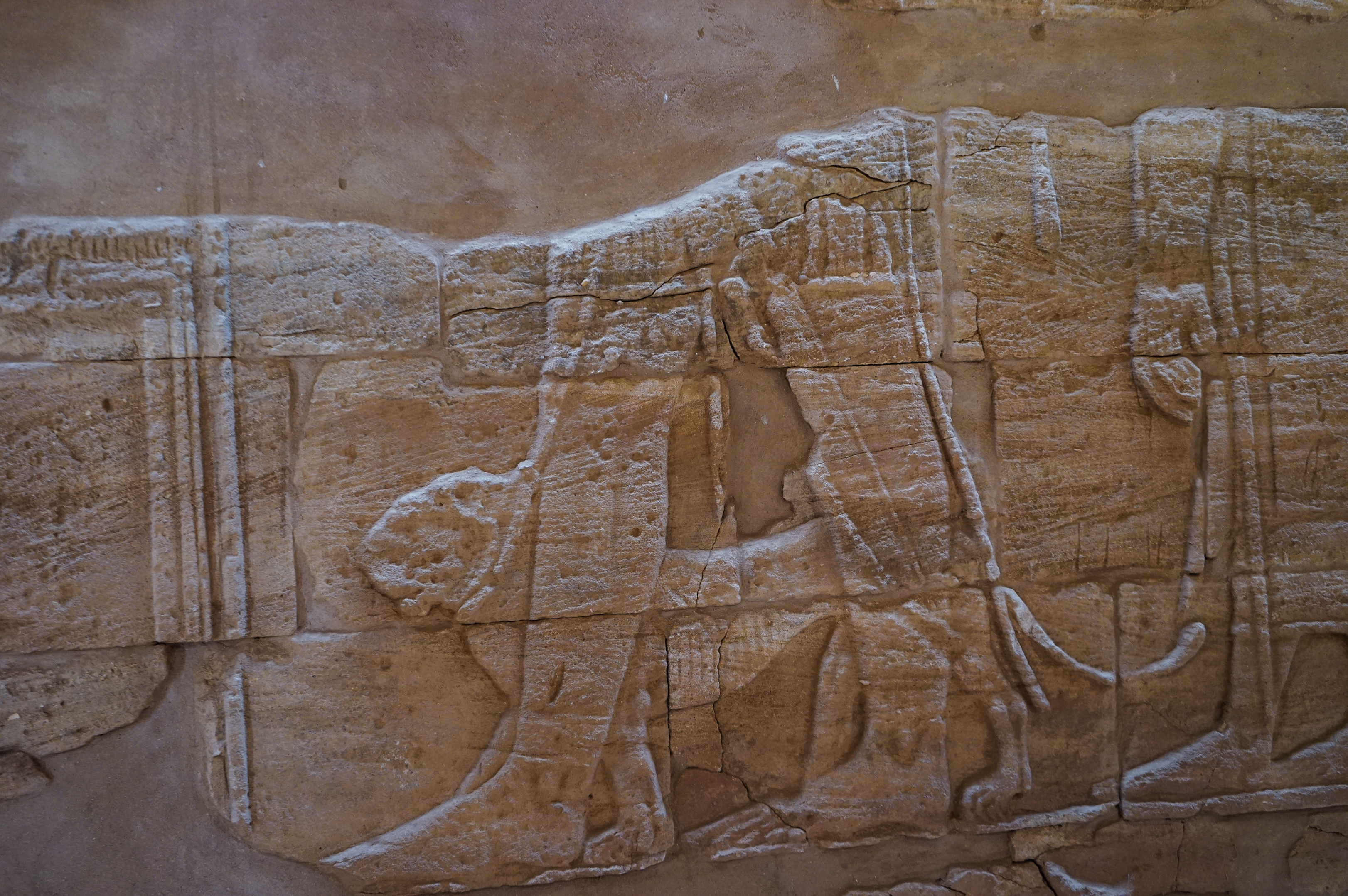
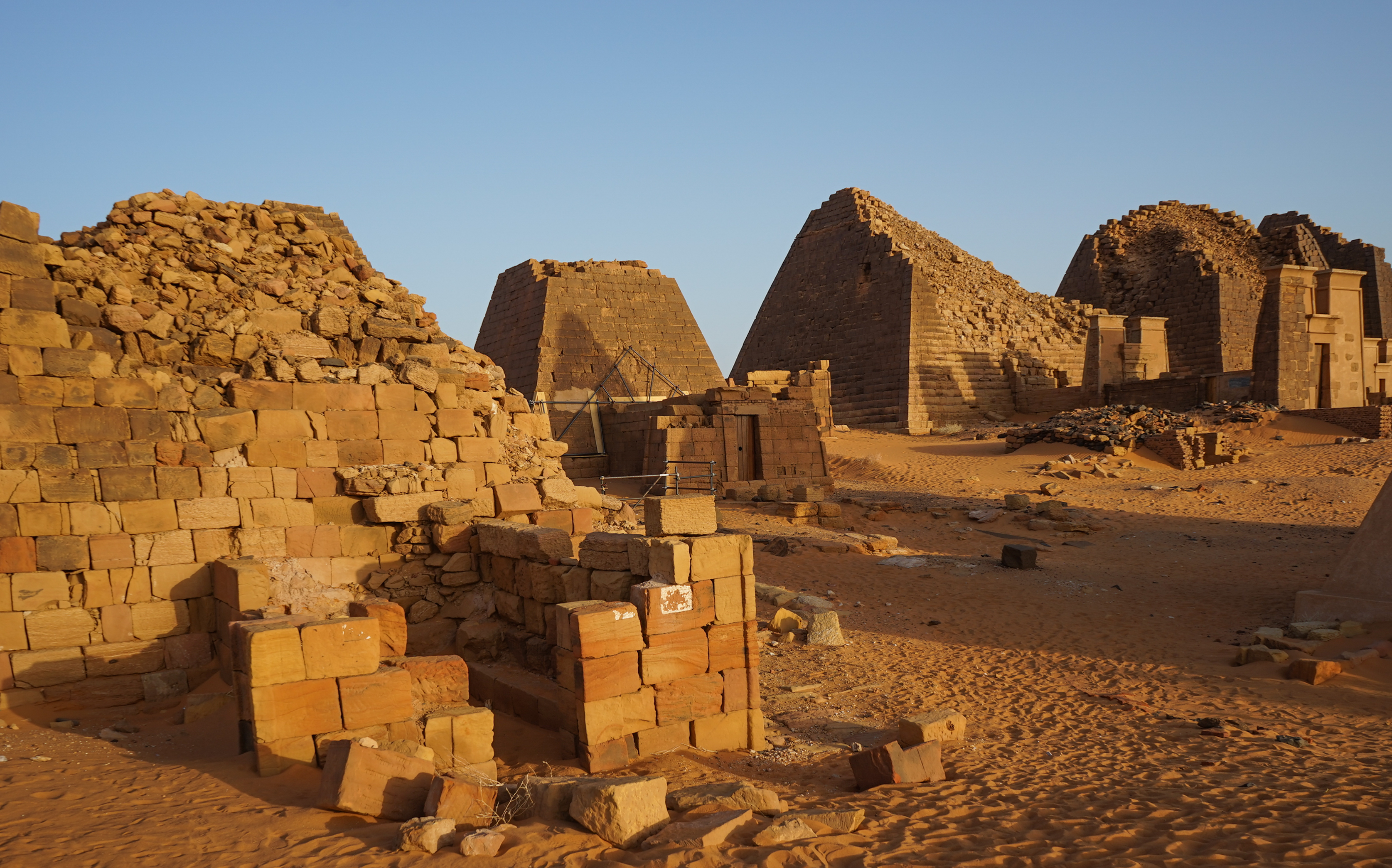
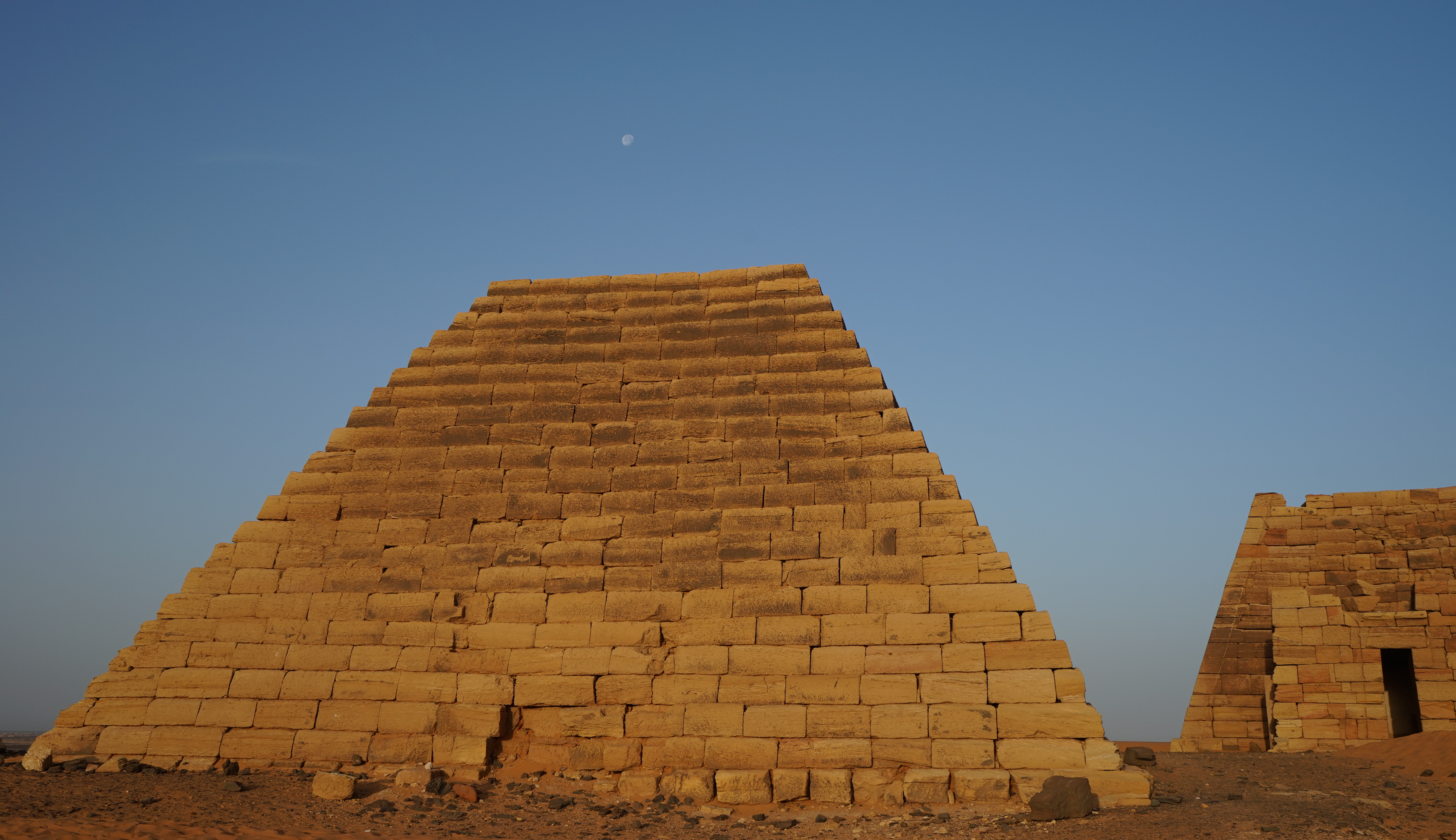
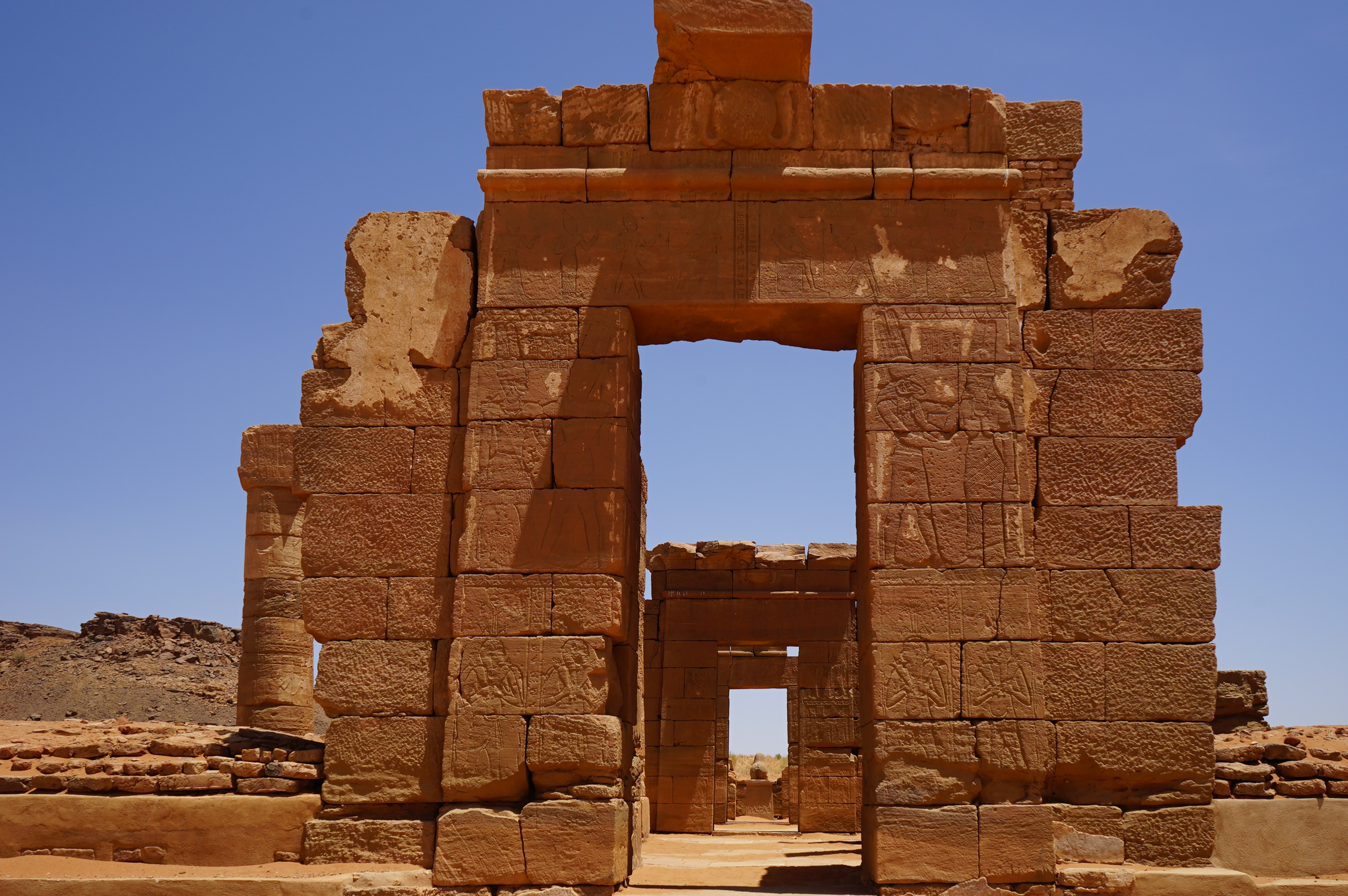
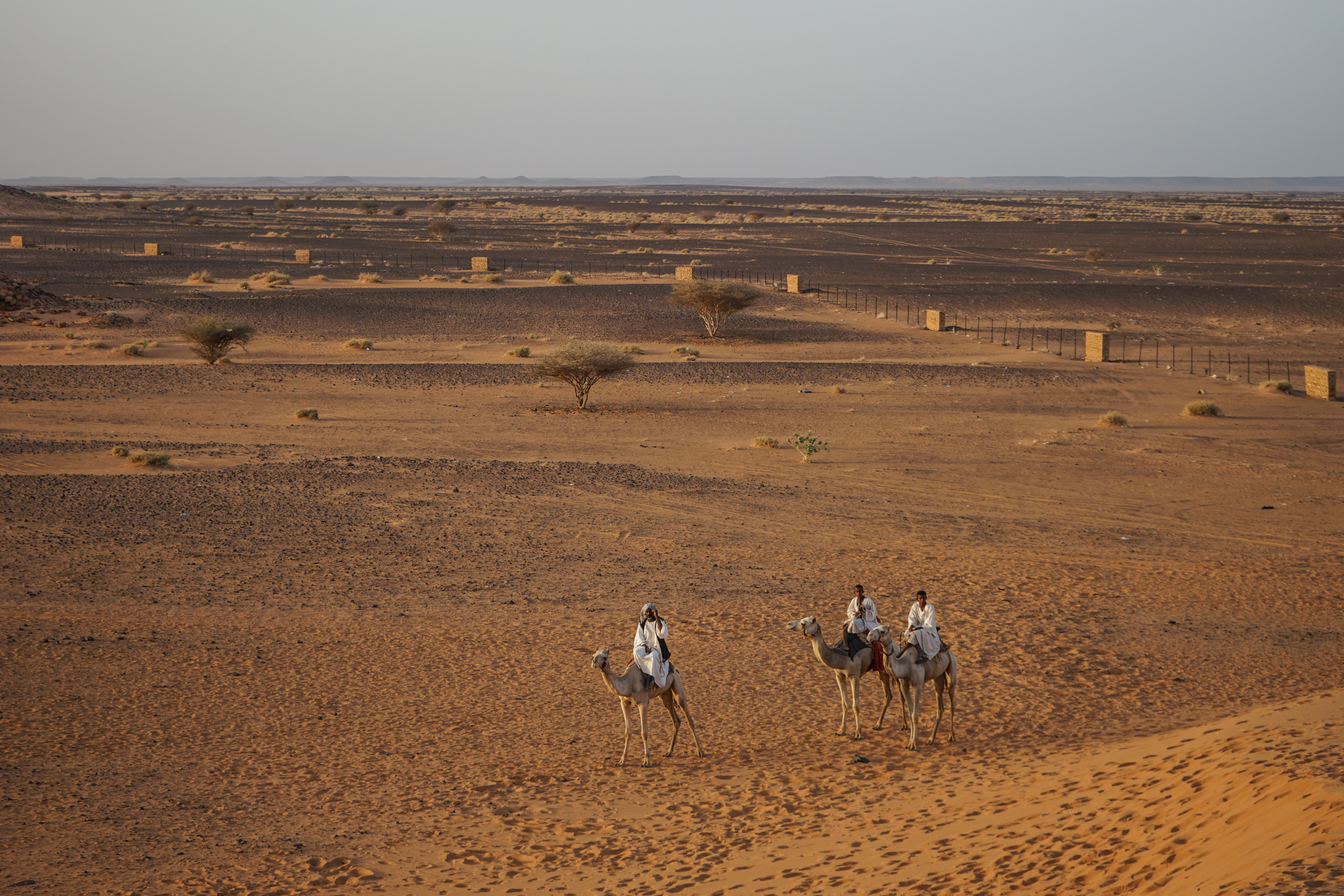
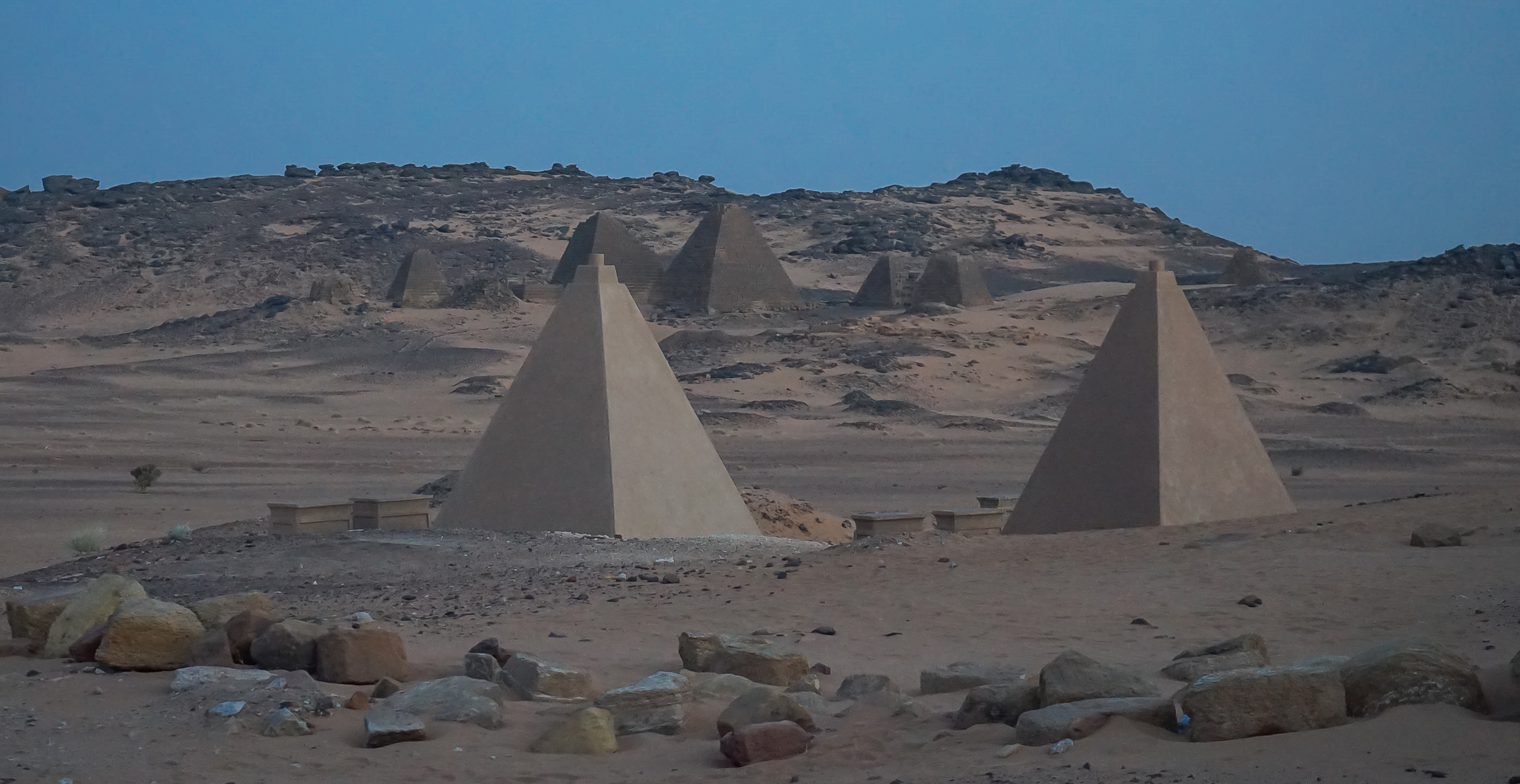
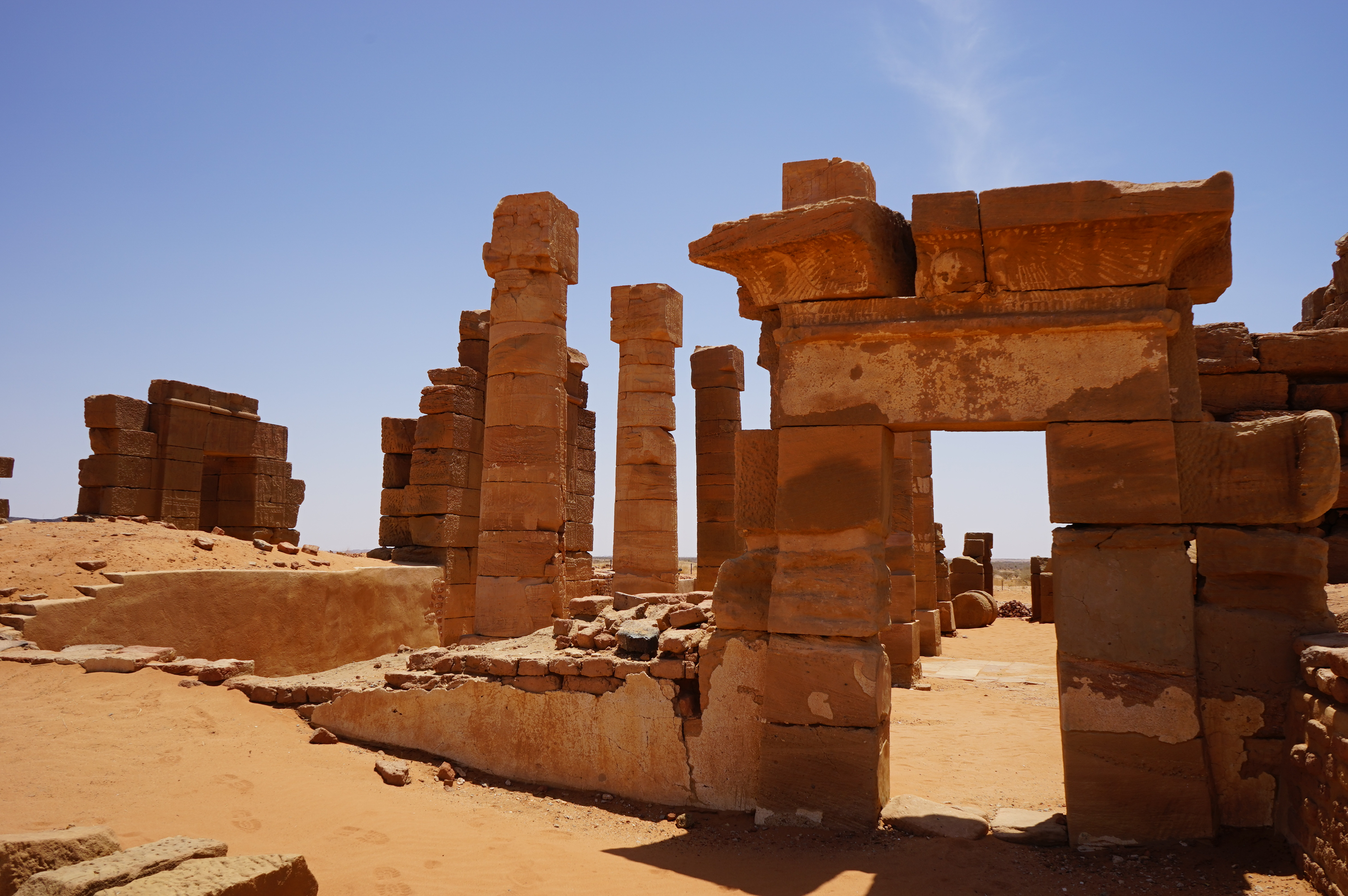
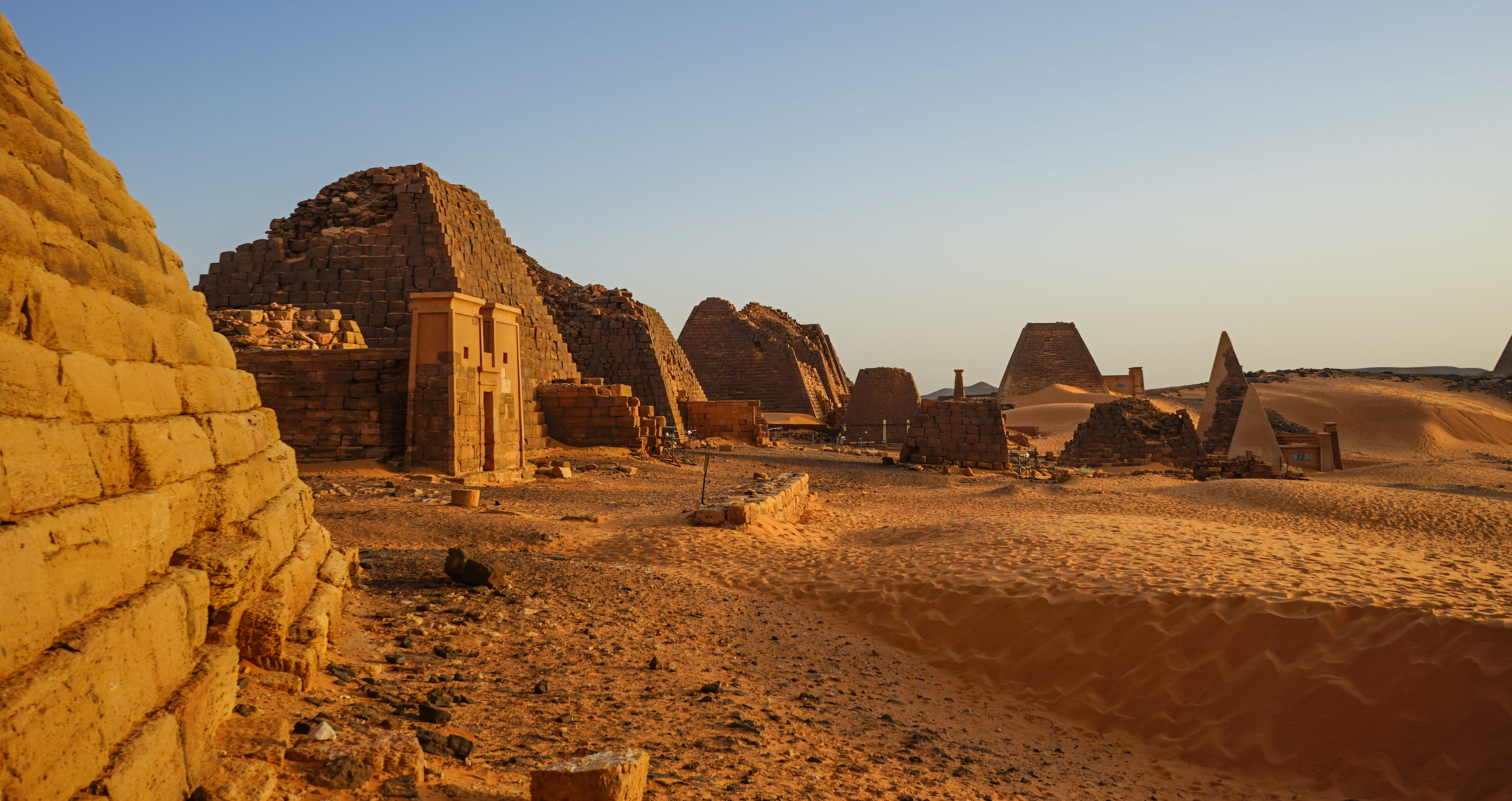
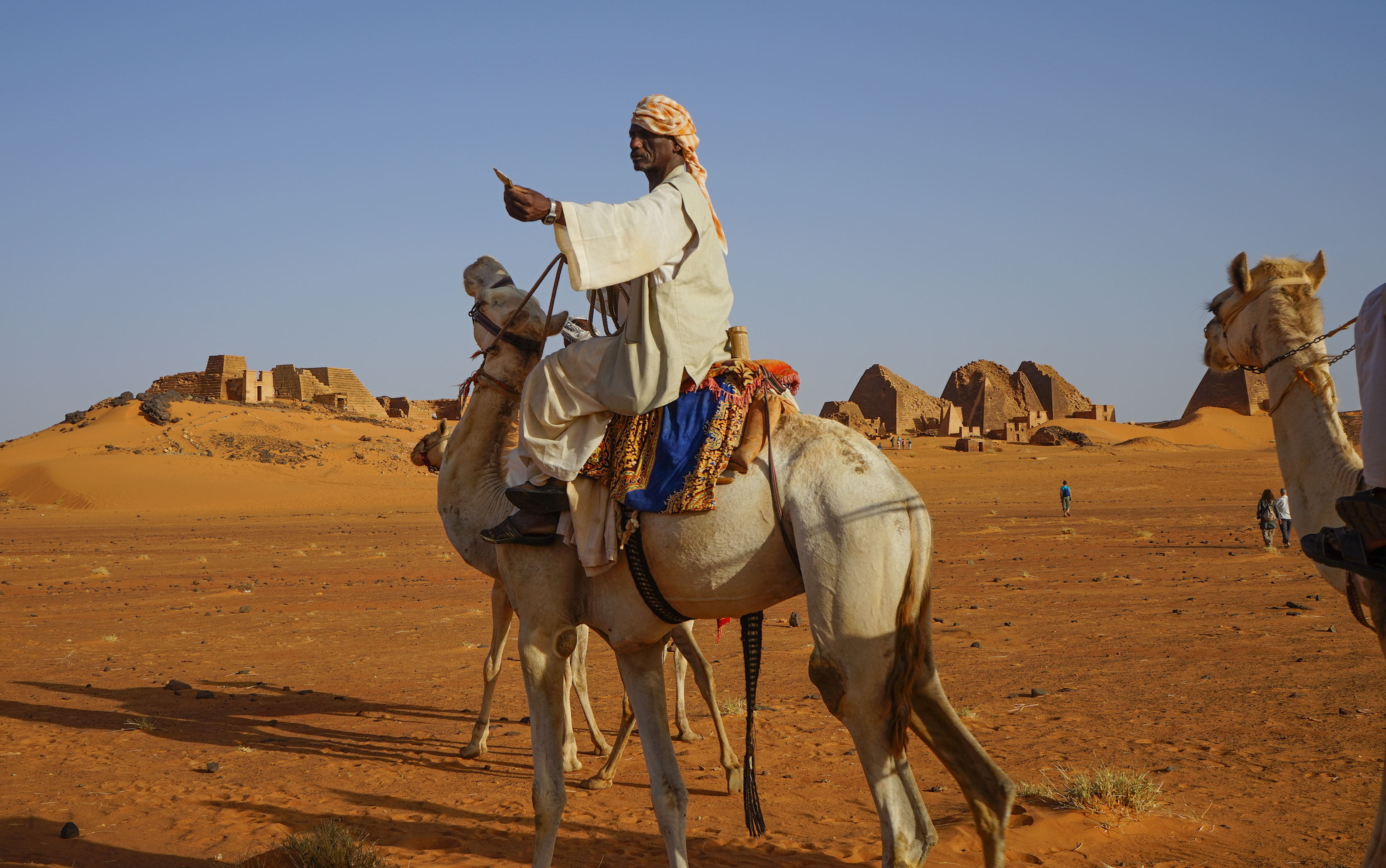